# Ў
Ў, ў (nazwa „У krótkie”) – 22. litera cyrylicy. Głównie używana w języku białoruskim, gdzie oznacza dźwięk [w] i na ogół zastępuje zwykłe У po samogłoskach. W białoruskiej łacince literze tej odpowiada Ŭ. 
Wcześniej była też częścią alfabetu uzbeckiego, gdzie odpowiadała głosce [o]. 
Obecnie używana jest także w językach dungańskim, karaczajsko-bałkarskim, mansyjskim (wogulskim), niwchijskim (giliackim), osetyjskim, jupik (syberyjskim eskimoskim) i niektórych innych. 

## Historia
Prawdopodobnie była używana w rumuńskiej cyrylicy, skąd została zaczerpnięta w 1836 roku przez kompilatorów ukraińskiego almanachu poetyckiego Rusałka Dniestrowa (ukr. Русалка днѣстровая). W przedmowie dzieła napisano: przyjęliśmy serbskie џ [...] i wołoskie [rumuńskie] ў [...]. Oznaczono nią L przechodzące w [w]; współczesna cyrylica ukraińska najczęściej używa w tym miejscu litery В.
Wykorzystanie litery Ў do zapisu języka białoruskiego po raz pierwszy zasugerował Piotr Biessonow w 1870 roku.
Była również używana do zapisu języków uzbeckiego i karakałpackiego do momentu urzędowego przejścia na zapis łacinką.

## Kodowanie
| Znak                   | Ў                               | Ў                               | ў                             | ў                             |
| ---------------------- | ------------------------------- | ------------------------------- | ----------------------------- | ----------------------------- |
| Nazwa w Unikodzie      | Cyrillic Capital Letter Short U | Cyrillic Capital Letter Short U | Cyrillic Small Letter Short U | Cyrillic Small Letter Short U |
| Kodowanie              | dziesiątkowo                    | szesnastkowo                    | dziesiątkowo                  | szesnastkowo                  |
| Unicode                | 1038                            | U+040E                          | 1118                          | U+045E                        |
| UTF-8                  | 208 142                         | d0 8e                           | 209 158                       | d1 9e                         |
| Odwołania znakowe SGML | &#1038;                         | &#x040E;                        | &#1118;                       | &#x045E;                      |
| Macintosh Cyrillic     | 216                             | D8                              | 217                           | D9                            |
| ISO 8859-5             | 174                             | AE                              | 254                           | FE                            |
| Windows-1251           | 161                             | A1                              | 162                           | A2                            |
| Code page 866          | 246                             | F6                              | 247                           | F7                            |
| Code page 855          | 153                             | 99                              | 152                           | 98                            |